# Luís Marinho
Luís Marinho este un om politic portughez, membru al Parlamentului European în perioada 1999-2004 din partea Portugaliei. 
1. ↑  Deputații în Parlamentul European